# Zanthoxylum limoncello
Zanthoxylum limoncello là một loài thực vật có hoa trong họ Cửu lý hương. Loài này được Planch. & Oerst. miêu tả khoa học đầu tiên năm 1872.